# Kabange Mupopo
Kabange Mupopo (née le 21 septembre 1992) est une athlète zambienne, spécialiste du 400 mètres.

## Biographie
D'abord footballeuse, elle prend part en tant que capitaine de la Zambie au Championnat d'Afrique de football féminin 2014.
Elle remporte la médaille d'argent du 400 mètres au cours des championnats d'Afrique 2014 de Marrakech, au Maroc, où elle établit un nouveau record de Zambie en 51 s 21. Sélectionnée dans l'équipe d'Afrique lors de la deuxième coupe continentale, toujours à Marrakech, elle se classe quatrième de l'épreuve du 400 m en portant le record national à 50 s 87. Elle termine par ailleurs troisième du 4 × 400 m.
En 2015, Kabange Mupopo améliore son record d'un centième lors du meeting de La Chaux-de-Fonds et prend part aux championnats du monde, où elle accède aux demi-finales.
En septembre elle remporte en 50 s 22, nouveau record national, le 400 m des Jeux africains.
Le 9 août 2017, elle termine 7e de la finale du 400 m des Championnats du monde de Londres en 51 s 15. Lors de ces mêmes championnats, elle est testée positive lors d'un test antidopage. Le 1er septembre 2018, l'IAAF la bannit de toute compétition pour une durée de 4 ans.

## Palmarès
| Date | Compétition            | Lieu        | Résultat | Épreuve   | Temps         |
| ---- | ---------------------- | ----------- | -------- | --------- | ------------- |
| 2014 | Championnats d'Afrique | Marrakech   | 2e       | 400 m     | 51 s 21       |
| 2014 | Coupe continentale     | Marrakech   | 4e       | 400 m     | 50 s 87       |
| 2014 | Coupe continentale     | Marrakech   | 3e       | 4 × 400 m | 3 min 25 s 51 |
| 2015 | Jeux africains         | Brazzaville | 1re      | 400 m     | 50 s 22       |
| 2015 | Jeux africains         | Brazzaville | 5e       | 4 x 100 m | 44 s 97       |
| 2016 | Championnats d'Afrique | Durban      | 1re      | 400 m     | 51 s 56       |
| 2017 | Championnats du monde  | Londres     | finale   | 400 m     | DQ            |

## Records
| Épreuve | Temps        | Lieu        | Date              |
| ------- | ------------ | ----------- | ----------------- |
| 400 m   | 50 s 22 (NR) | Brazzaville | 15 septembre 2015 |